# Universi paralleli (saggio)
Universi paralleli è un saggio scritto da Fred Alan Wolf, nel quale l'autore analizza gli ultimi modelli cosmologici tradizionali e alternativi che prevedono, tra le varie possibilità, anche la presenza di una regione spazio-temporale costituita da materia, pianeti ed esseri, in qualche modo, duplicati degli originali.
Wolf (laureato in fisica, divulgatore e ricercatore indipendente) sostiene che per rendere credibile l'ipotesi affascinante degli universi paralleli gli scienziati debbano proporre idee e concetti innovativi nell'ambito di alcuni elementi chiave del modello di spiegazione del cosmo, quali la relatività, il tempo e lo spazio.
Il libro inizia con una descrizione del mondo subatomico svolta secondo il modello quantistico e spiega le cause e le giustificazioni della introduzione della teoria degli universi paralleli; successivamente Wolf presenta i principi fondamentali relativi agli universi paralleli e i loro elementi principali, come i buchi neri, veri e propri punti di accesso verso gli altri universi. L'autore analizza gli scenari di sviluppo degli universi paralleli a partire dalla loro nascita, ai tempi del big bang. Wolf non trascura nemmeno l'ipotesi di un collegamento fra la mente umana e i cosmi paralleli, utilizzante come ponte di accesso il mondo onirico, e indaga le caratteristiche dei malati di schizofrenia, che potrebbero invece celare abilità straordinarie di ricezione di segnali provenienti da altre dimensioni.

## Edizioni
- Fred Alan Wolf, Universi paralleli, Geo, 1991,  pp.345, cap.6.